# Jakobinerkloster Paris

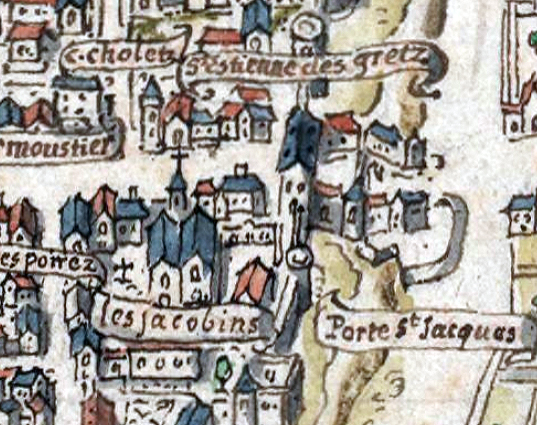
Der Jakobinerkonvent auf einem Vogelschauplan von Paris um 1540 (Tapisserie Bonnardot)

Das Jakobinerkloster Paris war ein Konvent der Dominikaner in Paris. „Jakobiner“ war eine in Frankreich gebräuchliche Bezeichnung für einen Ordensmann des Predigerordens. Die im Jahr 1216 von Papst Honorius durch eine Bulle bestätigte Ordensgemeinschaft hatte zwei bedeutende Konvente mit renommierten Schulen in Paris und ein Noviziat. Die Klosterkirchen dienten den Stammvätern dreier königlicher Linien sowie hohen Würdenträgern der weltlichen und geistlichen Macht als Grablege.

## Der Dominikanerorden in Paris

### Entstehung und Gebrauch der Bezeichnung „Jakobiner“
Für die Umstände, weswegen die Dominikaner in Frankreich „Jakobiner“ genannt wurden, führen verschiedene Quellen unterschiedliche Gründe an, darunter, die Bezeichnung leite sich von dem früheren Hospice Saint-Jacques und seiner kleinen, dem heiligen  Jakobus geweihten Kapelle ab, die die ersten Dominikanerbrüder bald nach ihrer Ankunft bezogen, die glaubwürdigste. Dieses Pilgerheim lag an dem ehemaligen gallo-römischen Cardo (heute Rue Saint-Jacques), der südlichen Ausfallstraße, die den Ausgangspunkt für den nördlichsten der französischen Jakobswege bildete, auf dem sich seit der Mitte des 11. Jahrhunderts die Pilgerfahrten nach Galicien an das Grabmal des heiligen Jakobus in Santiago de Compostela entwickelten. Diese gewannen im 12. Jahrhundert mehr und mehr an Bedeutung. In der Folgezeit wurden die Dominikaner in ganz Frankreich „Jakobiner“ genannt.
Wenn es in anderen Quellen heißt, die Jakobiner seien nach der Straße benannt worden, in der ihr Kloster lag, ist dies insofern nicht zutreffend, als die im innerstädtischen Bereich gelegene Straße bis in das 12. Jahrhundert die offizielle Bezeichnung Grand’rue du Petit Pont trug. Allerdings wurde sie zu einem späteren Zeitpunkt in Grand’rue Saint-Jacques des Prêcheurs umbenannt und enthielt damit einen Hinweis sowohl auf das Ziel des hier beginnenden Pilgerweges (das Grab des Heiligen) als auch auf die Anwesenheit des Ordens der Prediger. Es verhält sich also eher umgekehrt.
Falsch ist die dritte Version, gemäß welcher die Kommende St. Jacques-du-Haut-Pas der namensgebende Faktor gewesen sein soll, die sich in etwa 500 Metern Entfernung in der Verlängerung derselben Straße, aber außerhalb der damaligen Stadttore befand (heute Rue Saint-Jacques). Dies ist eine Verwechslung zwischen dem Orden der Prediger und dem in Italien gegründeten geistlichen Ritter- und Hospitalorden San Giacomo di Altopascio.

### Ursprünge und Ausbreitung des Ordens in Paris
Der Dominikanerorden ging aus einer kleinen, um Dominikus gebildeten Gruppe namens Frères de la Prédication de Toulouse hervor, die 1207 aus etwa 30 bis maximal 40 Predigern bestand, und es sich zum Ziel gesetzt hatte, im Languedoc die Albigenser zu bekehren. Nachdem die Gemeinschaft (durch Honorius III.) 1216 zum Orden der Prediger erhoben worden war, fasste Dominikus – ungeachtet der geringen Zahl der Brüder des erst seit Kurzem bestehenden und folglich noch wenig gefestigten Ordens – am Pfingstfest des Jahres 1217 den Beschluss, die Dominikaner in alle Himmelsrichtungen auszusenden, womit er zunächst auf Widerstand stieß, sich aber schließlich durchsetzen konnte. Schon im Sommer desselben Jahres brachen zwei Gruppen auf verschiedenen Wegen nach Paris auf.

## Ordensniederlassungen in Paris

### Kloster in der Rue Saint-Jacques

#### Geschichte

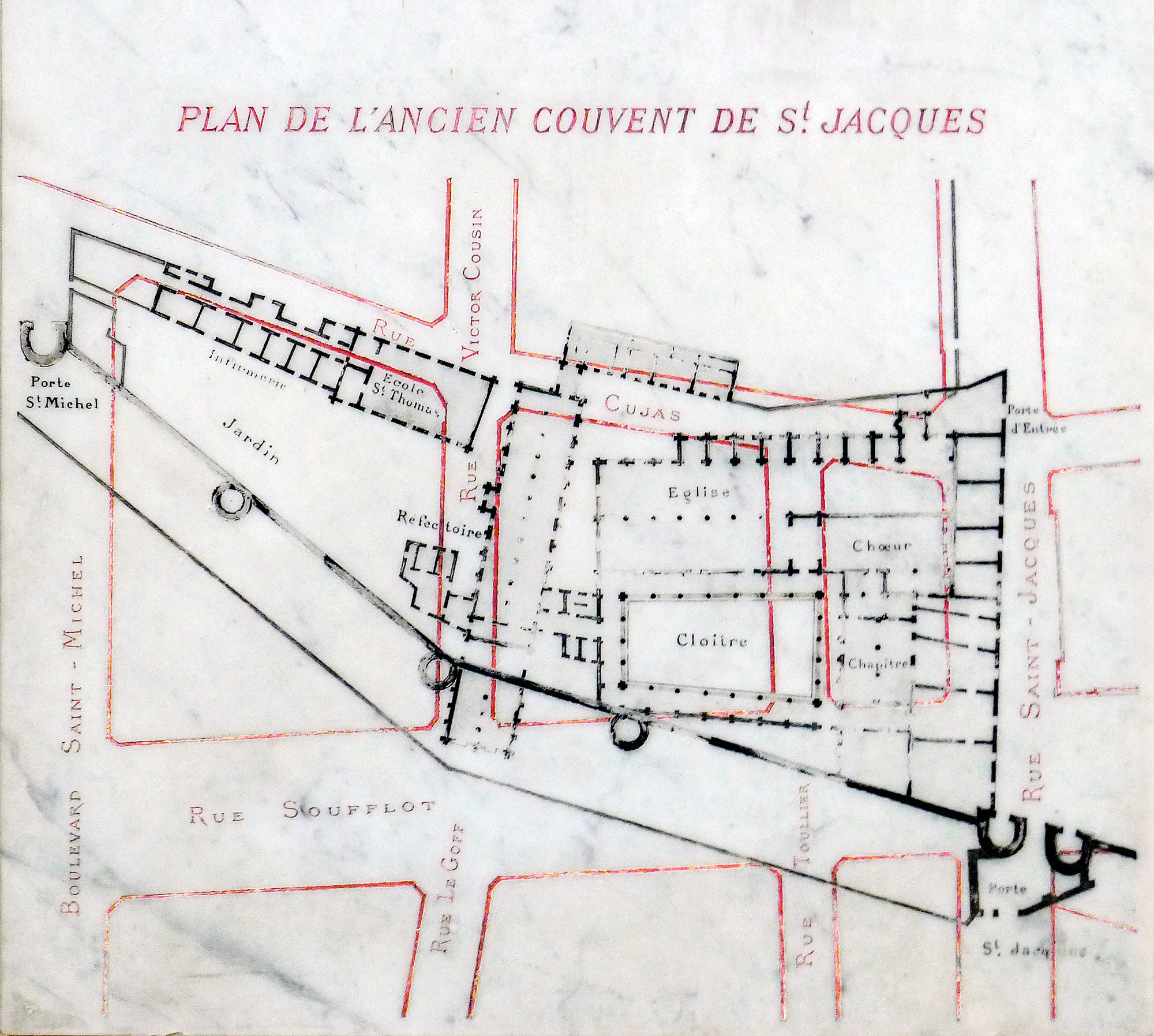
Plan des Jakobinerklosters im heutigen Straßennetz

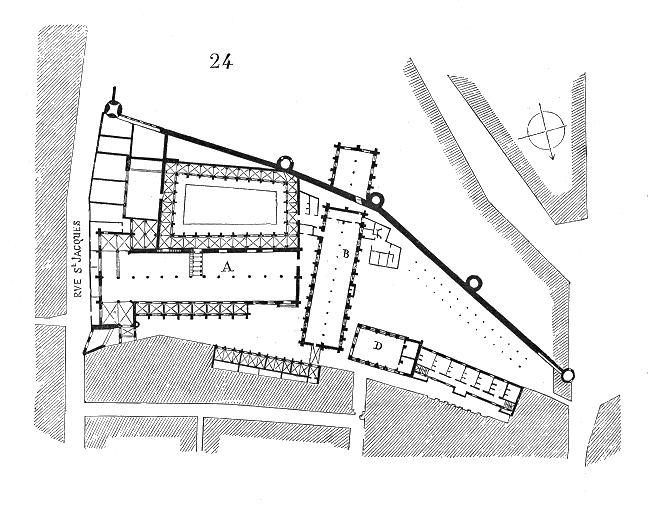
Plan des Jakobinerklosters nach Viollet-le-Duc

Die ersten, 1217 in Paris eingetroffenen Dominikaner ließen sich zunächst in einem Haus auf der Ile de la Cité nieder, wo seit 1163 an der neuen gotischen Kathedrale Notre-Dame de Paris gebaut wurde.
Ein oder zwei Jahre später bezogen sie auf der Rive Gauche, dem linken Ufer der Seine, das oben genannte Hospice de Saint-Jacques, das im Jahr 1209 auf die Initiative von Jean Barastre errichtet worden war, um den Jakobuspilgern geistlichen, materiellen und medizinischen Beistand zu gewähren. Der Eingang befand sich in der heutigen Rue Saint Jacques (Nummer 156, südlich der Sorbonne). Dort wurde eine zweischiffige Kirche errichtet.
Dank der Unterstützung von Ludwig IX., König von 1226 bis 1270, konnten die Jakobiner ihr Kloster auf verschiedene umliegende Häuser ausdehnen, so dass sie bald das gesamte Gebiet besaßen, das im Westen von der Rue de la Harpe (heute Boulevard Saint-Michel), im Norden von der Rue des Cordiers (Rue Cujas), im Osten von der Gand’rue du Petit Pont (Rue Saint-Jacques) begrenzt wurde, und im Süden nur durch eine Straße von der erst jüngst auf die Initiative von Philipp-August errichteten Stadtmauer (ab 1195) getrennt wurde. Zwei Jahre nach Inbesitznahme des Hospizes bauten sie auf einem Gelände vor den Stadttoren Saint-Jacques und Saint-Michel (heute Nummern 151 und 172 der Rue Saint-Jacques) ein Dormitorium und ein Pflegeheim. Dort wurde trotz des Widerstandes des Pfarrers der Gemeinde St. Benoît im Jahr 1220 auch der Klosterfriedhof angelegt. Als 1358 jenseits der alten Stadtmauer ein Graben gezogen wurde, musste das außerstädtische Gelände wieder abgetreten werden.
An der Südmauer des Klosterbezirkes entstanden die Ecoles Saint-Thomas genannten Schulen, in denen die Brüder sich in kontroversen Auseinandersetzungen auf das Predigen vorbereiteten. Diese besuchten unter anderem der erste große Aristoteliker des Mittelalters Albertus Magnus (1200–1280), der bedeutende Kirchenlehrer und Scholastiker Thomas von Aquin (1225–1274) und Meister Eckhart (1260–1328). Um 1461 lehrte dort Alanus de Rupe, auch Alain de la Roche genannt, der spätere Gründer der ersten Rosenkranzbruderschaft (1468). Die Schulen wurden 1649 geschlossen. Das Amt des Organisten bekleidete ab 1719 Louis-Nicolas Clérambault (1676–1749), der es seinen Söhnen César-François-Nicolas und Evrard-Dominique übertrug.
Dieses nach der Gründung des Filialklosters in der Rue Saint-Honoré (1613) Grand Couvent des Jacobins genannte Kloster wurde während der Französischen Revolution im Jahr 1790 aufgehoben. Sein Kreuzgang diente vorübergehend als Tanzsaal. Schließlich wurde die gesamte Anlage mit Ausnahme des Portals, das bis 1866 existierte, abgerissen. Durch das parzellierte Gelände wurden die Rue Soufflot, die Rue Toullier und die Rue Victor Cousin gezogen.

#### Vorsteher
Prior des Klosters waren:
- 1230–???: Hugo von Saint-Cher (1200–1236), unter dessen Führung in Paris eine umfangreiche Wortkonkordanz der Bibel erarbeitet wurde;
- um 1452: Jean Bréhal, Inquisitor, der 1452 an der Eröffnung des Rehabilitationsprozess der Jeanne d’Arc teilhatte.

#### Beisetzungen
In der Klosterkirche, deren Nordfassade zwischen der Rue Saint-Jacques und der Rue Touillier etwa auf dem heutigen Mittelstreifen der (inzwischen verbreiterten) Rue Cujas stand, befanden sich die Leichname, Herzen oder Eingeweide von 22 Königen, Königinnen, Prinzen und Prinzessinnen von Geblüt und waren unter anderen die Stammväter der drei königlichen Häuser Valois, Évreux und Bourbon beigesetzt (siehe Stammliste der Kapetinger):
- 1285: Herzbestattung von Philipp III., König von Frankreich
- 1299: Margarete von Sizilien (1273–1299), erste Ehefrau des nachstehend genannten Karl I. von Valois, Stammmutter der Valois
- 1308: Catherine de Courtenay (1274–1307/08), zweite Ehefrau des nachstehend genannten Karl I. von Valois
- 1311: Margarete von Artois († 1311), Ehefrau des nachstehend genannten Ludwig von Évreux. Ihre Grabfigur befindet sich heute in der Kathedrale von Saint-Denis.

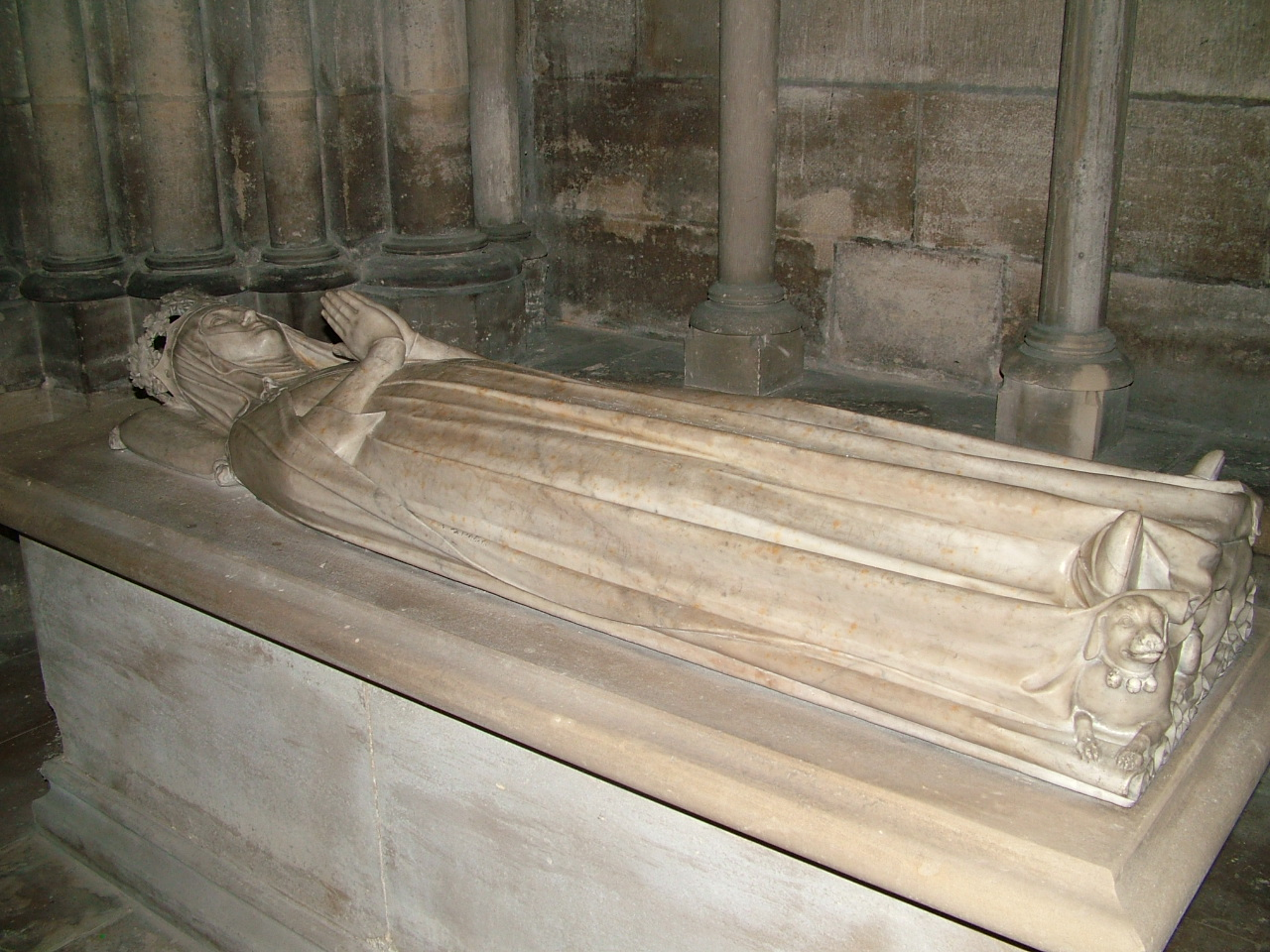
Grabfigur der Klementine von Ungarn († 1328), Kathedrale von Saint-Denis

- 1317: Robert von Clermont (1256–1317), Stammvater der Bourbonen; die Herzbestattung erfolgte im Couvent des Cordeliers in Paris
- 1319: Ludwig von Évreux (1276–1319), Halbbruder des nachstehend genannten Karl I. von Valois und Stammvater der Herzöge von Bretagne. Seine Grabfigur befindet sich heute in der Kathedrale von Saint-Denis.
- 1325: Karl I. von Valois (!) (1270–1325), Regent von Frankreich und Stammvater der Valois
- 1328: Herzbestattung von Karl IV., König von Frankreich
- 1328: Klementine von Ungarn (1293–1328), Ehefrau Ludwigs X. Ihre Grabfigur befindet sich heute in der Kathedrale von Saint-Denis.
- Außerdem wurden die Eingeweide der Könige Philipp V. (1293–1322) und Philipp VI. (1293–1350) in dieses Kloster überführt.

Ebenfalls dort beigesetzt wurden:
- 1318: Jean de Meung, genannt Clopinel, Dichter, Gelehrter und Übersetzer († im Alter von 38 Jahren)[6][7]
- 1355: Humbert II. (1312–1355), letzter Graf und Dauphin von Viennois
- 1602: Jean Passerat, Dichter († im Alter von 68 Jahren)
- 1623: Nicolas Coëffeteau, Dominikanerbruder und Gelehrter († im Alter von 49 Jahren)
- 1724: Noël Alexandre, Dominikanerbruder und Gelehrter († im Alter von 85 Jahren)

### Kloster in der Rue du Faubourg Saint-Honoré

#### Geschichte
Nachdem Sebastien Michaelis, der Großinquisitor des Ordens, denselben Anfang des 17. Jahrhunderts unter dem Einfluss der Jesuiten reformiert hatte, erhielt er im Jahr 1613 die Genehmigung der Königinmutter und Regentin Maria von Medici, auf dem rechten Seineufer in der Rue Saint-Honoré ein zweites Kloster zu gründen. Dank großzügiger Spenden, unter anderem von Henri de Gondi, Bischof von Paris, konnte er in der genannten Straße ein 10 Morgen großes Grundstück erwerben, das im Westen an das Hôtel de Vendôme (360/364 Rue Saint-Honoré), im Norden an die impasse de la Corderie (heute Rue Gomboust) und im Osten an die Rue de La Sourdière grenzte. Hinter dem Haupteingang (in der Achse der heutigen Rue du Marché Saint-Honoré bei der Nummer 328 Rue Saint Honoré) umgab ein weitläufiger Hof die Klosterkirche, in deren Dachstuhl die berühmte Bibliothek mit ihren 30.000 Bänden eingerichtet wurde. Dahinter schlossen sich die Klostergebäude, der Kreuzgang und ein Garten an.
Während der Revolution wurde das Kloster, das 60 Brüder und 20 Novizen beherbergte, aufgehoben. Die seit Dezember 1789 von dem politischen „Club Breton“ (Bretonischer Klub) abgespaltene Société des Amis de la Constitution (Gesellschaft der Verfassungsfreunde) nutzte zunächst den Kapitelsaal, dann die Bibliothek, schließlich aufgrund der steigenden Mitgliederzahl das gesamte Kirchenschiff als Versammlungsstätte und wurde daher bald Klub der Jakobiner genannt. Maximilien de Robespierre war der wichtigste Vertreter desselben. Seine Verhaftung erfolgte am 9. Thermidor Jahr II (27. Juli 1794), bereits einen Tag später wurde die Hinrichtung vollzogen. Noch am selben Tag wurde der Versammlungsort geschlossen. Der Nationalkonvent bestimmte das Gelände durch ein Dekret vom 17. Mai 1795 (28. Floréal Jahr II) für den Bau von Markthallen, eine Entscheidung, deren Verwirklichung erst ab 1806 in Erwägung gezogen und im Jahr 1810 vollendet wurde. Von dem Kloster blieb nichts erhalten. An seinem Standort befinden sich heute die Rue du Marché-Saint-Honoré und der gleichnamige Platz.

#### Beisetzungen
In der Klosterkirche wurden folgende Personen bestattet:
- 1620: Antoine de Pluvinel (1555–1620), Gründer der Reitakademien und Reitlehrer von Ludwig XIII.
- 1639: Tommaso Campanella (1568–1639), Dominikaner, Philosoph, Sozialutopist, Dichter und Politiker
- 1679: François Combefis (1605–1679), Dominikaner und Philosoph
- 1687: François de Créquy (1629–1687), Marschall von Frankreich (Fragmente des Grabes in der Kirche St. Roch)
- 1695: Pierre Mignard (1612–1695), Maler (Fragmente des Grabes in der Kirche St. Roch)
- 1695: André Félibien († im Alter von 76 Jahren), Kunsthistoriker
- 1698: Jacques Quétif, († im Alter von 80 Jahren), Bibliothekar
- 1724: Jacques Echard (1644–1724), Dominikaner und Gelehrter
- 1738: Jean-Baptiste Labat (1663–1738), Dominikaner, Missionar, Plantagenbesitzer und Reiseschriftsteller

### Noviziat in der Rue du Bac

#### Geschichte
Im Jahr 1631 erwarben vier kurz zuvor aus Rom eingetroffene Dominikaner südlich der Seine an der Ecke der Rue du Bac und des Chemin aux vaches (heute Boulevard Saint-Germain) ein kleines Haus, in dem sie ein Jahr später ein Noviziat einrichteten. Im folgenden Jahr entstanden eine provisorische Kapelle und mehrere Häuser, deren Vermietung das Vorhaben unter anderem finanzieren sollte. Weitere durch den Orden zur Verfügung gestellte Mittel, Spenden und Anleihen ermöglichten den Bau eines stattlichen Haupttraktes. Ab 1682 arbeitete der Architekt Pierre Bullet (1639–1716) an der Errichtung einer größeren Kirche (heute St. Thomas d’Aquin), die François Le Moyne mit Deckengemälden (1723) versah. Die Arbeiten zogen sich hin und konnten nach 1765 endgültig abgeschlossen werden. Inzwischen waren im Jahr 1735 zwei Flügel rechteckig an den Haupttrakt gesetzt und durch einen dritten verbunden worden, so dass die Anlage die Form eines quadratischen Kreuzganges angenommen hatte. Die Etagen über den Galerien nahmen die Klosterzellen und die Bibliothek auf. Dort befanden sich bei Ausbruch der Revolution 14.000 Bände und zwei Globen des berühmten venezianischen Kartografen Vincenzo Maria Coronelli, der zwischen 1681 und 1683 in Paris residierte.
Das Noviziat beherbergte 21 Brüder, als es nach Ausbruch der Revolution geschlossen wurde (1790). Ab 1796 diente es als Waffenlager und -museum. Dieses wurde durch die Beute der napoleonischen Feldzüge bereichert und war, als es im Verlauf der Julirevolution am 28. Juli 1830 von den Aufständischen geplündert wurde, das bedeutendste „Artillerie-Museum“ Europas. Nach Beendigung des Aufstandes kehrten die Waffen in das Museum zurück, dessen Fundus im Jahr 1905 die Grundlage für die Einrichtung des Musée de l’armée im Invalidendom bildete.
Die Anlage ist, abgesehen von dem während der Revolution geplünderten Mobiliar, nahezu vollständig erhalten geblieben. Die ehemalige Klosterkirche ist heute die Pfarrkirche St. Thomas d’Aquin. Der Kreuzgang, die Klosterzellen und der sogenannte „große Saal“, in dem die Ordensbrüder während des Baus der Kirche ihre Gottesdienste abhielten, beherbergen heute Dienststellen der Militärbehörden.

#### Beisetzungen
Beigesetzt wurden im Noviziat der Rue du Bac unter anderen:
- 1684: Philippe II. de Montaut-Bénac (1619–1684), Marschall von Frankreich
- 1688: François du Bec Crespin, marquis de Vardes, Generalleutnant der Armeen
- 1692: Charles III. de Lorraine, duc d’Elbeuf (1657–1692)

Die Grabmale übernahm 1795 das Musée des Monuments français, um sie vor der Zerstörung zu retten.